# Вігор
Віго́р (Віагор, пол. Wiar) — річка в південно-східній Польщі і західній Україні (в межах Самбірського району Львівської області). Права притока Сяну (басейн Вісли).

## Опис
Довжина річки 70,4 км (за іншими даними — 66 км), з яких 59,1 км у Польщі, 11,3 км в Україні. Площа басейну 798,2 км². Долина коритоподібна, її пересічна ширина 500 м. Річище слабозвивисте, завширшки 4—6 м. (у верхній течії), з численними перекатами і заводями; трапляються стариці. Дно здебільшого кам'янисте — галька (шутер). Похил річки 4,9 м/км. Живлення переважно дощове. У дощові періоди заплава затоплюється, бувають досить руйнівні паводки. Замерзає у грудні, скресає наприкінці лютого — на початку березня.

## Розташування
Вігор бере початок у горах (Східні Карпати) на території Польщі. Тече спочатку на північний захід: повз сел Риботичі, Макова та Вугники  — в бік української території. Втім біля села Новосілки Дидинські, майже зробивши прямий кут, річка стрімко повертає на північ —  до Нових Садів та Серакізців, наблизившись до державного кордону. Перетнувши його в районі Підмостичів, Вігор продовжує нести свої води далі на півнич, повз смт Нижанковичі. Територією України река тече переважно на північний схід, у нижній течії — на північний захід і північ. Біля ж села Цикова Вігор знову перетинає українсько-польський кордон, впападаючи в Сян на східній околиці польського міста Перемишль. 

## Притоки
Найбільша притока — Вирва (права), інші притоки — Бібіска, Мала Вирва, Бухта (праві); Залісся (ліва).

## Цікаві факти
- На берегах Вігору 1099 року відбулась битва між військами галицьких князів та військом угорського короля Коломана (див. Битва над Вягром).
- Назва річки Вігор означає крута, рвучка. Чеський історик Любор Нідерле вважав, що ця назва кельтського походження.

## Фотографії

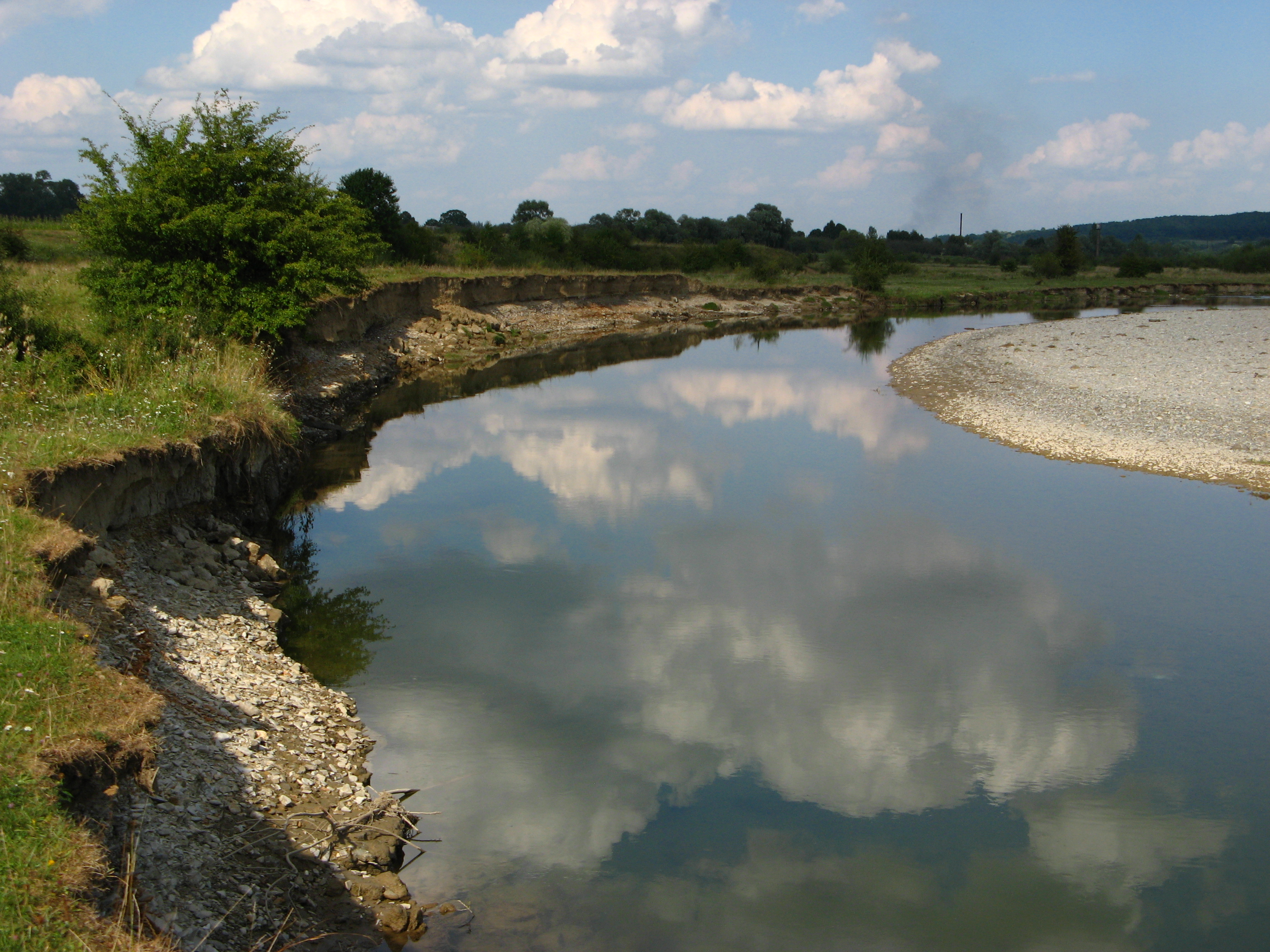
Вігор біля Нижанкович.
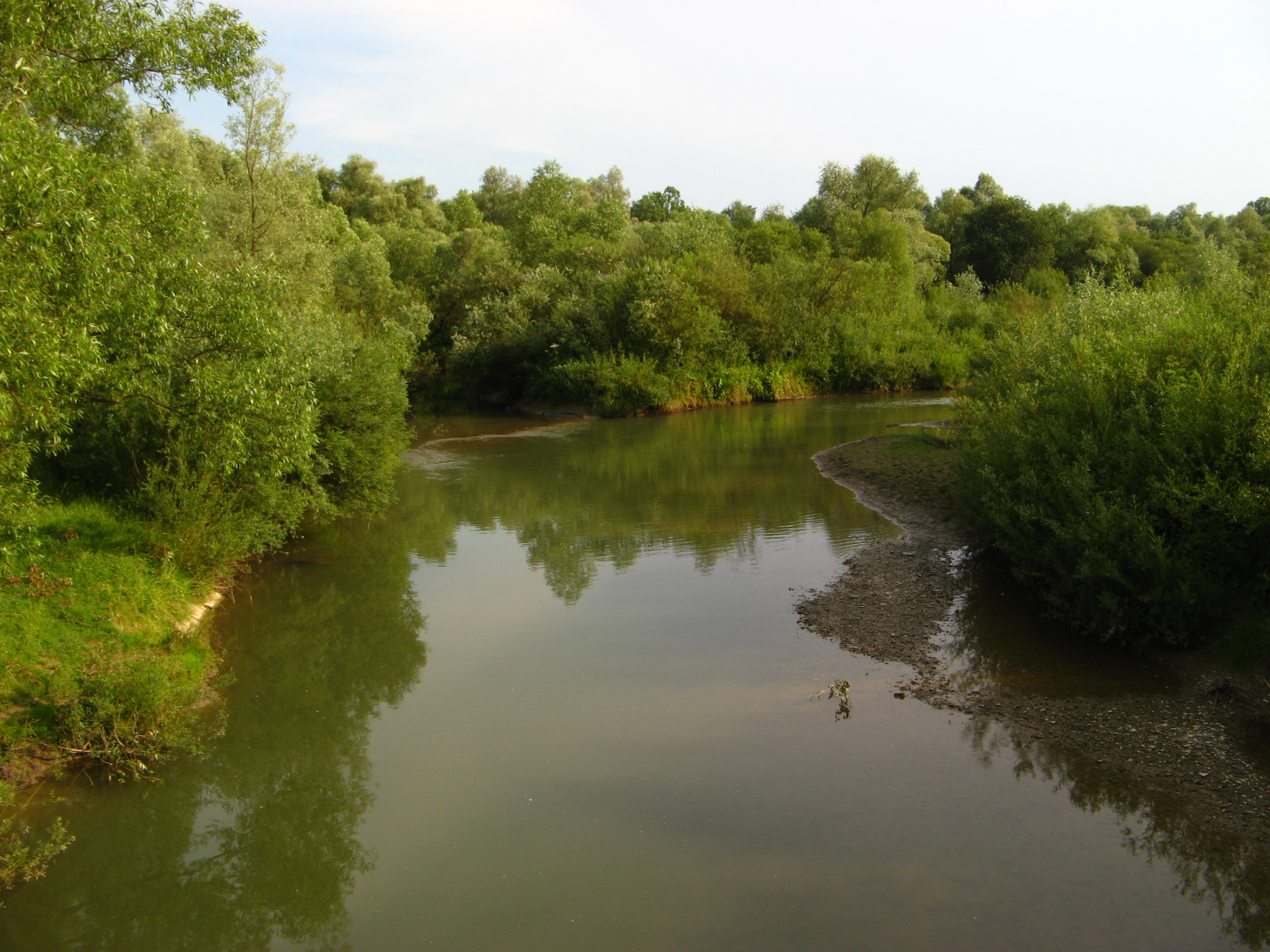
У місці впадіння річки Вирви до Вігору.
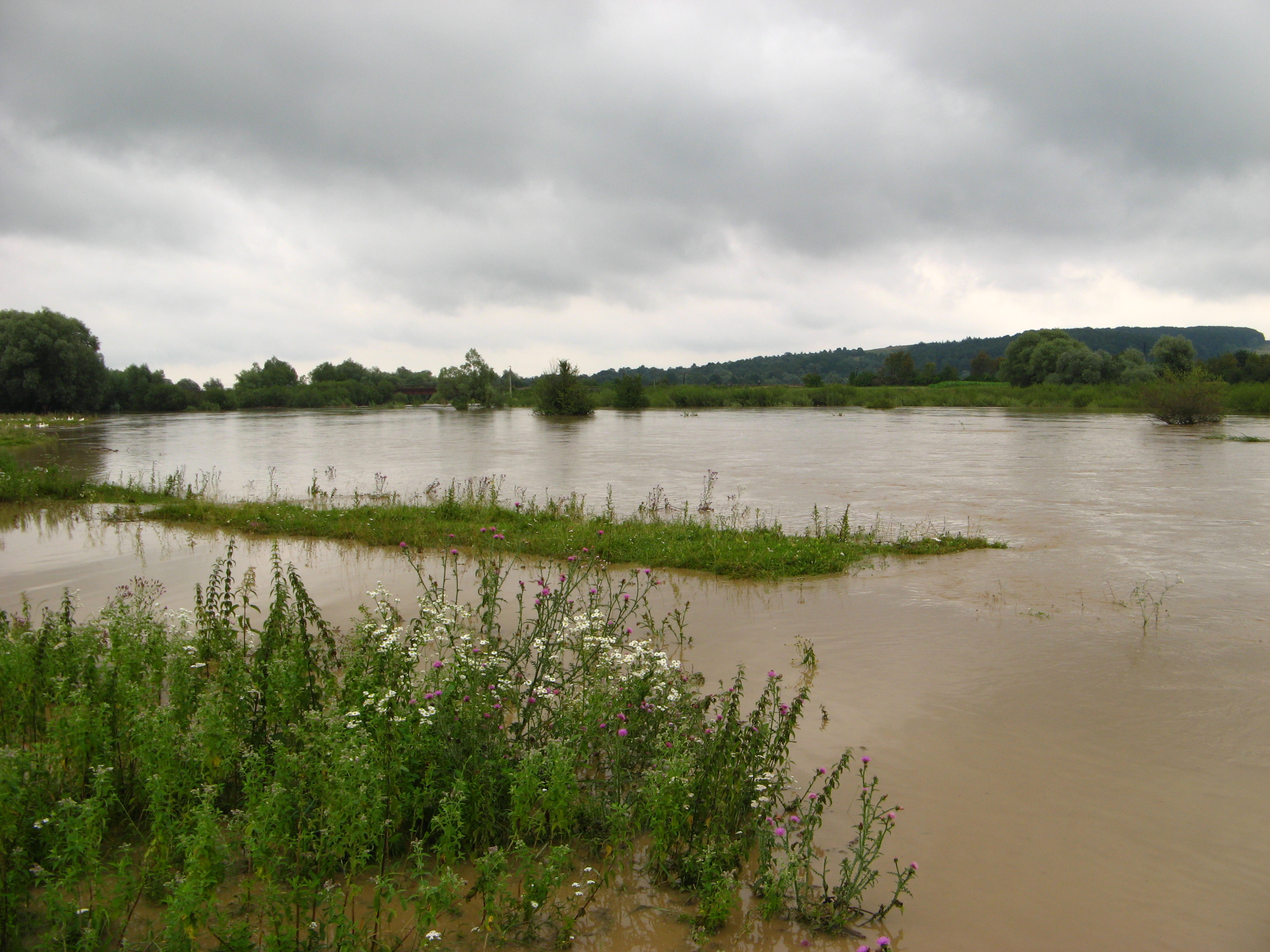
Паводок 2008 року.